# آکادمی تئاتر شانگهای
آکادمی تئاتر شانگهای (انگلیسی: Shanghai Theatre Academy) که به اختصار «STA» نامیده می‌شود، یک دانشگاه دولتی در زمینهٔ هنرهای نمایشی است که در شهر شانگهای چین واقع است.
نام قبلی این مرکز آموزشی «مدرسهٔ شهری تئاتر تجربی شانگهای» بود و علامه و استاد برجستهٔ چینی «گو یوژیو» مدرس آن بود.
برخی از هنرمندانی که از «آکادمی تئاتر شانگهای» فارغ‌التحصیل شده‌اند، عبارتند از: یو یونگ، لی بینگ‌بینگ و لیائو فان